# E. G. Coffman
Edward Grady "Ed" Coffman Jr. és un informàtic. Va començar la seva carrera com a programador de sistemes a la System Development Corporation (SDC) durant el període 1958–65. El seu doctorat en Enginyeria a la UCLA el 1966 el seguí una sèrie de llocs a la Universitat de Princeton (1966-69), a la Pennsylvania State University (1970-76), a la Columbia University (1976-77) i a la Universitat de Califòrnia, Santa Bàrbara. (1977–79). El 1979 es va unir al Centre de Matemàtiques dels Laboratoris Bell, on va romandre fins a la seva jubilació com a Distingit membre del personal tècnic 20 anys després. Després d'un període d'un any a l' Institut de Tecnologia de Nova Jersey, va tornar a la Universitat de Colúmbia el 2000 amb nomenaments en informàtica, enginyeria elèctrica i enginyeria industrial i investigació d'operacions. Es va retirar de la docència el 2008 i ara és professor emèrit que encara es dedica a la investigació i activitats professionals.

## Recerca
Coffman és conegut sobretot per la seva investigació (Algorisme Coffman-Graham) fonamental juntament amb les seves col·laboracions internacionals, mesurades en part per uns 150 coautors de la seva col·lecció de publicacions. Els seus treballs es poden trobar en més de 180 articles en revistes tècniques dedicades a contribucions de recerca originals. Va publicar 4 llibres de text i articles a nivell de postgrau en els actes d’unes 250 conferències i tallers, la majoria d’ells en versions preliminars d’articles de revistes. En la seva investigació, Coffman ha estat generalista seguint molts camins paral·lels en enginyeria i matemàtiques aplicades. Les direccions que ha pres s'han basat en les eines d'optimització combinatòria i la teoria d'algoritmes, junt amb les de probabilitat aplicada i processos estocàstics. Els processos estudiats inclouen els de les teories de la planificació, empaquetament de contenidors, selecció seqüencial, gràfics i assignació dinàmica, juntament amb els de cua, sondeig, reserva, servidor mòbil, xarxa i sistemes de regles locals distribuïdes (per exemple, autòmats cel·lulars). Les seves contribucions s'han dividit entre fonaments matemàtics i el disseny i anàlisi d' algorismes d'aproximació que proporcionen la base per a solucions d'enginyeria a problemes NP-hard.
Les aplicacions d’enginyeria informàtica i de xarxes han estat àmplies; una llista parcial inclou investigació sobre problemes relacionats amb les funcions d’assignació d’emmagatzematge i planificació de sistemes operatius d’ordinador, arquitectures d’emmagatzematge, estructures de dades, problemes de sincronització d’ordinadors, com ara bloquejos i sincronització, congestió d’Internet, xarxes d’intercanvi d’arxius peer-to-peer, fusió de flux, auto -processos d’assemblea d’ informàtica molecular, algorismes minimalistes en xarxes de sensors, commutació òptica de ràfegues i gestió dinàmica de l'espectre en xarxes cognitives. La llista s'expandeix molt quan s'inclouen la infinitat d’aplicacions en enginyeria industrial i investigació d’operacions de la investigació de Coffman en teoria de planificació i empaquetament de contenidors en una i dues dimensions. A l’11 de novembre de 2015, les seves obres s'han citat 13.597 vegades i té un índex h de 55.
Coffman ha estat actiu professionalment en diversos consells editorials, desenes de comitès de programes tècnics, establint agendes de recerca en tallers del National Research Council, cofundant el Simposi sobre principis de sistemes operatius i els grups d’interès especials en l’avaluació del rendiment tant d’ ACM com de IFIPS .

## Publicacions seleccionades
- 1964, with Jules Schwartz and Clark Weissman. "A General Purpose Time-Sharing System". Spartan Books.
- 1973, with Peter Denning. Operating Systems Theory. Prentice-Hall.